# Bernard III de Bade
Pour les articles homonymes, voir Bernard III et Bernard IV.
Bernard III de Bade, (parfois nommé: Bernard IV de Bade) né le 7 octobre 1474 et mort le 29 juin 1536 à Baden-Baden, est margrave de Bade-Bade de 1515 à sa mort.

## Famille
Bernard III/IV est le fils de Christophe Ier de Bade et de Ottilie de Katzenelnbogen (en). Bernard III de Bade épousa en 1535 Françoise de Luxembourg (morte en 1566), fille de Charles Ier de Luxembourg, comte de Brienne et de Ligny, et de Charlotte d'Estouville. Deux enfants sont nés de cette union :
- Philibert de Bade (1536-1569), margrave de Bade-Bade
- Christophe II de Bade-Bade (1537-1575), margrave de Bade-Rochemachern

## Biographie
Lors du partage des possessions en 1515 Bernard III/IV de Bade hérita du duché de Bade-Bade, son frère Ernest de Bade hérite du margravat de Bade-Durlach. Après la mort de leur frère Philippe de Bade de Bade-Sponheim,  sans héritier en 1533, Bernard III/IV de Bade et Ernest de Bade se partagèrent le margravat de Bade-Sponheim. Bernard III/IV de Bade introduisit l'Église réformée dans son margraviat. Les deux lignées naquirent donc en 1533:
- la lignée dite « bernardine », de confession catholique, qui règne sur Bade-Bade ;
- la lignée dite « ernestine », de confession protestante , qui règne sur Bade-Durlach.